# Agnsjö, Halland
Agnsjö är en sjö i Varbergs kommun i Halland och ingår i Viskans huvudavrinningsområde. Sjöns area är 0,019 kvadratkilometer och den är belägen 45 meter över havet.